# Elche CF
Elche Club de Fútbol (kat. Elx Club de Futbol) – hiszpański klub piłkarski założony w 1923 w mieście Elche. Obecnie zespół gra w rozgrywkach Primera División.

## Historia
Klub Elche CF został założony w roku 1923. Na początku nazywał się z angielskiego Elche Football Club, do roku 1939, kiedy nazwę zmieniono na hiszpańskie Elche Club de Fútbol. W sezonie 1959/1960 zadebiutował w Primera División. W sezonie 1967/1968 klub filialny Deportivo Ilicitano awansował do Segunda División, zaś rok później miał miejsce największy sukces w historii klubu. Pierwszy zespół dotarł do finału Pucharu Króla, gdzie uległ Athleticowi Bilbao 0:1. Obecnie klub występuje na drugim froncie ligi hiszpańskiej.
18 maja 2013 klub awansował do Primera División. W 2015 roku, mimo zajęcia 13 pozycji w Primera División, klub został zdegradowany do Segunda División za zaległości finansowe.

## Osiągnięcia
- 20 sezonów w Primera División
- finalista Pucharu Króla w 1969 roku (porażka z Athletic Bilbao)
- 5. miejsce w Primera División w sezonie 1963/1964
- 35 sezonów w Segunda División
- Zwycięstwa w Segunda División (2): 1958/1959, 2012/2013
- 7 sezonów w Segunda División B
- 19 sezonów w Tercera División

## Obecny skład
Stan na 17 lutego 2023
| Nr | Poz. | Piłkarz                 |
| -- | ---- | ----------------------- |
| 1  | BR   | Axel Werner             |
| 2  | OB   | Lautaro Blanco          |
| 3  | OB   | Enzo Roco               |
| 4  | OB   | Diego González          |
| 5  | OB   | Gonzalo Verdú (kapitan) |
| 6  | OB   | Pedro Bigas             |
| 7  | OB   | Lisandro Magallán       |
| 8  | PO   | Raúl Guti               |
| 9  | NA   | Lucas Boyé              |
| 10 | NA   | Pere Milla              |
| 11 | PO   | Tete Morente            |
| 12 | PO   | Pape Cheikh             |
| 13 | BR   | Édgar Badía             |

| Nr | Poz. | Piłkarz                                    |
| -- | ---- | ------------------------------------------ |
| 14 | OB   | Helibelton Palacios                        |
| 15 | PO   | Álex Collado (wypożyczony z Barcelony)     |
| 16 | PO   | Fidel Chaves                               |
| 17 | PO   | Josan                                      |
| 18 | PO   | Randy Nteka (wypożyczony z Rayo Vallecano) |
| 19 | NA   | Ezequiel Ponce                             |
| 20 | PO   | Gerard Gumbau                              |
| 21 | PO   | Omar Mascarell                             |
| 22 | OB   | Nicolás Fernández                          |
| 23 | OB   | Carlos Clerc                               |
| 24 | OB   | Pol Lirola (wypożyczony z Marseille)       |
| 26 | OB   | John Nwankwo                               |
| 40 | OB   | José Ángel Carmona (wypożyczony z Sevilli) |

### Piłkarze na wypożyczeniu
| Nr | Poz. | Piłkarz                                      |
| -- | ---- | -------------------------------------------- |
|    | OB   | José Salinas (w Mirandés do 30 czerwca 2023) |
|    | NA   | Roger Martí (w Cádiz do 30 czerwca 2023)     |

| Nr | Poz. | Piłkarz                                     |
| -- | ---- | ------------------------------------------- |
|    | NA   | Mourad Daoudi (w Burgos do 30 czerwca 2023) |

## Zawodnicy

### Reprezentanci krajów
| - Marc Bernaus - Marcelo Trobbiani - Fernand Goyvaerts - Mazinho - Tommy Christensen - Rodolfo Bodipo - Iván Bolado - José Cardona - Gilberto Yearwood - Balázs Molnár - Moha | - Benedict Iroha - Jan Berg - Roberto Acuña - Florencio Amarilla - José Aveiro - Juan Casco - Ramón Hicks - Cayetano Ré - Derlis Soto - Germán Leguía - Juan Carlos Oblitas | - Tomasz Frankowski - Przemysław Tytoń - Silas - Ioan Andone - Dennis Şerban - Goran Đorović - Albert Nadj - Saša Petrović - Juan Manuel Asensi - Rubén Cano - Santiago Cañizares | - Carlos Muñoz - Marcial Pina - César Rodríguez - Juan Carlos Heredia - Hilario - Eulogio Martínez - Fernando Fajardo - Dagoberto Moll - Mario Saralegui - Tabaré Silva - Juan Carlos Socorro |